# جيمس إيميت
جيمس إيميت (بالإنجليزية: James Emmett)‏ هو حارس شخصي أمريكي، ولد في 22 فبراير 1803، وتوفي في 28 ديسمبر 1852.